# Deutscher Fußball-Verband
Deutscher Fußball-Verband der DDR (DFV) a fost federația de fotbal a Germaniei de Est începând cu anii 1950 până la desființarea ei în 1990 și fuziunea cu Federația Germană de Fotbal (DFB), care a fost fondată în 1904. Federația conducea Echipa națională de fotbal a Germaniei de Est și se ocupa cu organizarea competițiilor fotbalistice din Germania de Est (RDG).

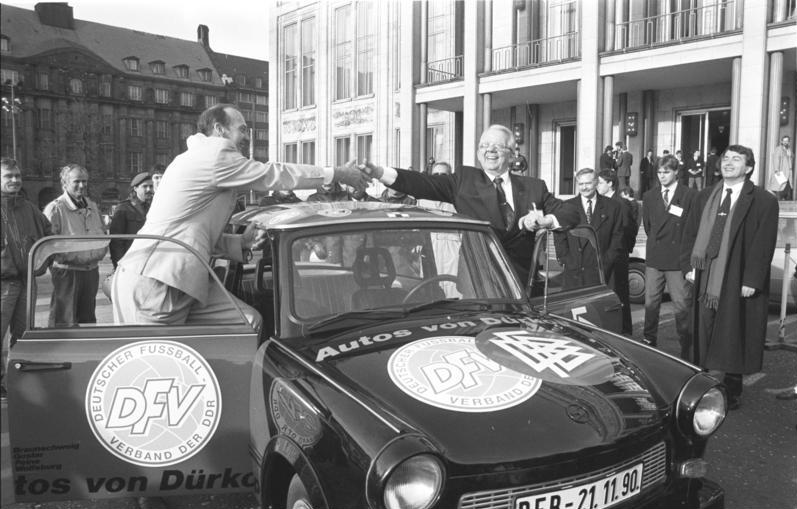
Noiembrie 1990: Hans-Georg Moldenhauer, președinte al NOFV, subdiviziune a DFV, primește un Trabant de la președintele DFB Hermann Neuberger cu ocazia fuziunii dinte DFV și DFB. Mașina este decorată cu ambele logo-uri.